# St.Venant Communal Cemetery
Le St.Venant Communal Cemetery est un cimetière situé à Saint-Venant dans le département français du Pas-de-Calais. Géré par la Commonwealth War Graves Commission, ce cimetière contient la sépulture de 450 combattants des première et seconde guerres mondiales.

## Contexte
La commune de Saint-Venant, qui dispose d'un hôpital, est utilisée par les troupes britanniques à partir de janvier 1915. En plus de l'ouverture d'un centre d'évacuation (en) pour les armées britannique et indienne, un cimetière militaire est créé la même année. Le centre d'évacuation est utilisé jusqu'en octobre 1917. Lors de l'offensive allemande d'avril 1918, la ligne de front n'atteint pas la commune.
En mai 1940, la ville est l'objet d'affrontements meurtriers lors de combats de l'Opération Dynamo.

## Description

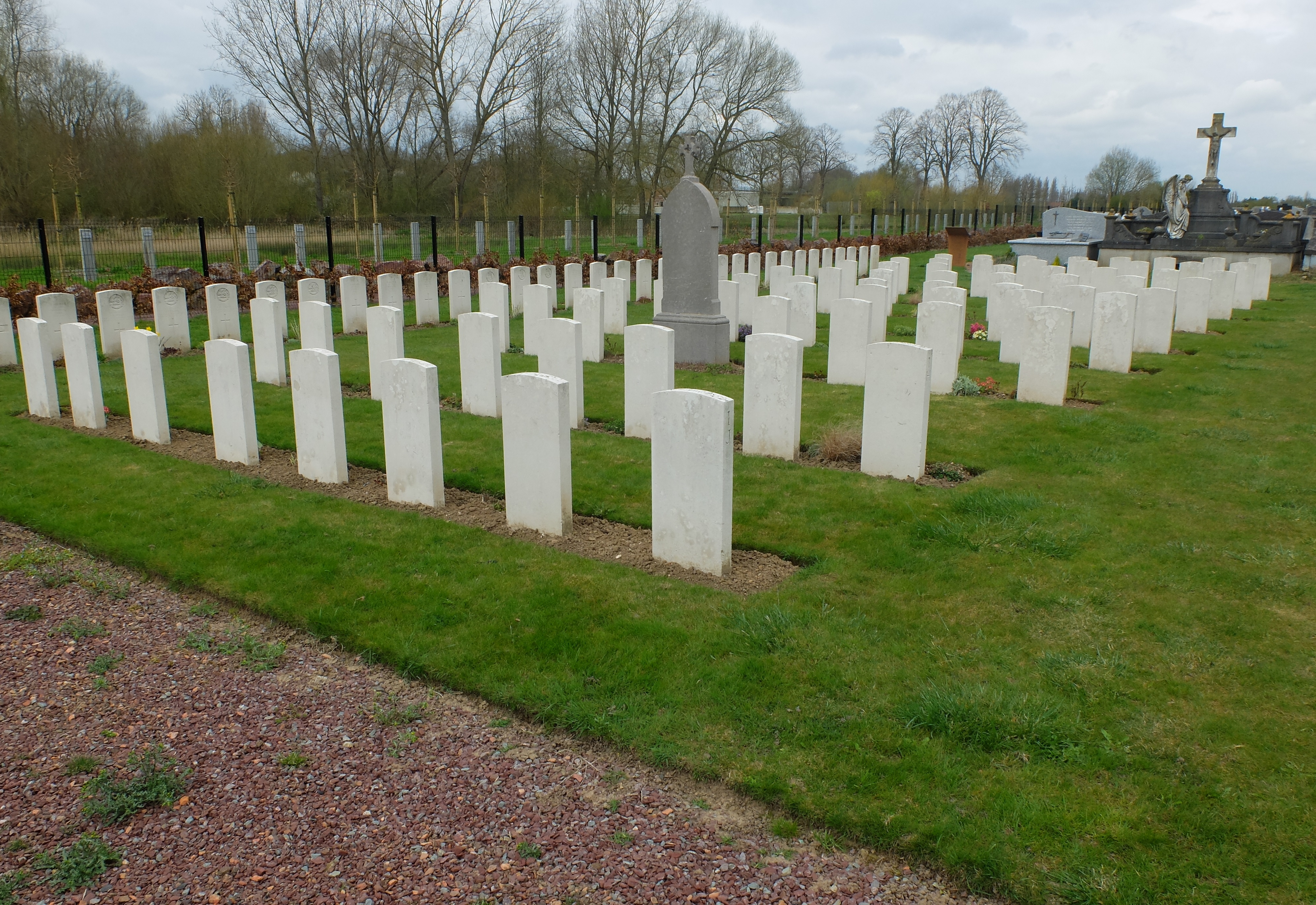
Carré des tombes indiennes.

Le St.Venant Communal Cemetery est un cimetière géré par la CWGC de France. Il contient les restes de 450 soldats du Commonwealth. 253 tombes sont des tombes de la Première Guerre mondiale, 177 de la Deuxième Guerre mondiale. Ce cimetière est inclus dans le cimetière de la commune.
Les 253 corps de la Première Guerre mondiale sont ceux de 165 Britanniques, 85 Indiens, 2 Sud-Africains et 1 Canadien,. Dix des soldats britanniques sont inconnus. Parmi eux figure Edward Gordon Williams, médaillé olympique en aviron aux Jeux olympiques de 1908. Des corps de soldats portugais et allemands sont initialement enterrés dans ce cimetière, ils sont déplacés par la suite respectivement au cimetière militaire portugais de Richebourg et au cimetière français de Zuydcoote. Les 177 dépouilles de la Seconde Guerre mondiale sont celles de soldats britanniques, 40 d'entre elles ne sont pas identifiées.

## Pour approfondir